# 第二次世界大戰戰役的傷亡
第二次世界大戰是人類歷史上規模最大、影響最深遠的一场战争，涉及到全球絕大多數國家和地區，戰爭的規模和威力也前所未有。從1939年9月1日德國入侵波蘭開始，到1945年8月15日日本宣布無條件投降，整場戰爭持續了近六年之久。
在這場戰爭中，各國的軍隊和平民都遭受了巨大的傷亡和損失。戰爭期間估計有約7000萬人死亡，其中包括大約3萬名美國士兵、100萬名英國士兵、260萬名蘇聯士兵、600萬名波蘭平民、600萬名猶太人、400萬名中國平民和軍人等。這些數字僅僅是一個大致的估計，實際的數字可能更高。
戰爭的起因可以追溯到第一次世界大戰結束後的凡爾賽條約。該條約對 德國進行懲罰，魏瑪共和國在短暫的繁榮後，因大蕭條導致德國經濟和社會生活陷入困境。同時，一些極端主義政治勢力開始興起，利用凡爾賽條約為主張，希望通過戰爭來改變德國的處境。 1933年，希特勒上台，德國開始積極擴張領土和影響力，最終導致了全球的戰爭爆發。
在戰爭中，各國的軍隊和平民都遭受了巨大的傷亡和損失。具體來說，以下是一些著名戰役的傷亡數據：
1.斯大林格勒戰役（1942-1943年）：蘇聯軍隊和納粹德國軍隊之間的戰鬥，雙方共計傷亡約130萬人。
2.諾曼底登陸（1944年）：盟軍在法國諾曼底進行的一次大規模登陸行動，雙方共計傷亡約25萬人。
3.珍珠港事件（1941年）：日本偷襲美國海軍基地珍珠港，造成美國軍人死亡2403人，受傷1178人。
4.斯卡帕灣戰役（1941年）：英國皇家海軍與意大利海軍之間的戰鬥，英國軍隊傷亡約1600人，意大利軍隊傷亡約2100人。
5.瓜島戰役（1944年）：美軍與日軍之間發生的戰鬥，美國軍隊傷亡約7000人，日本軍隊傷亡約8000人。
6.濱海戰役（1941年）：日本和中國之間的戰鬥，中國軍隊傷亡約20萬人，日本軍隊傷亡約5萬人。
7.斯卡爾尼茨戰役（1943年）：蘇聯軍隊與納粹德國軍隊之間的戰鬥，雙方共計傷亡約500萬人。
8.關島戰役（1944年）：美軍與日軍之間的戰鬥，美國軍隊傷亡約7500人，日本軍隊傷亡約18萬人。
9.長衡會戰（1944年）：國軍與日偽軍之間的戰鬥，雙方共計傷亡約15萬人。
戰爭不僅帶來了人員傷亡，還給各國的經濟和社會發展帶來了極大的影響。戰爭期間，各國都動員了大量的資源和人力投入到戰爭中，導致國家經濟和社會生產遭受了嚴重的損失。例如，英國在戰爭期間動員了大量的資源和人力，導致國家的經濟和社會生產受到了嚴重的破壞，使得英國在戰後的一段時間內陷入了經濟困境。
此外，戰爭還對各國的政治和社會秩序產生了深遠的影響。戰爭期間，一些國家的政體發生了根本性的變化，例如蘇聯在戰爭期間實行的一黨制和計劃經濟制度，對蘇聯的政治和經濟發展產生了深遠的影響。同樣，戰爭還導致了一些國家的社會結構和價值觀的變化，例如女性在戰爭期間參加勞動力市場和軍隊的增多，對女性地位和權利的認識和改變產生了深遠的影響。
總的來說，第二次世界大戰是人類歷史上一場極其慘痛的戰爭，給各國的經濟和社會發展帶來了巨大的影響。戰爭結束後，各國都開始積極恢復經濟和社會秩序，推動國家發展和進步。